# 杰索帕莱纳
杰索帕莱纳是意大利阿布鲁佐大区基耶蒂省的一个镇。